# Färnebofjärden (sjö)

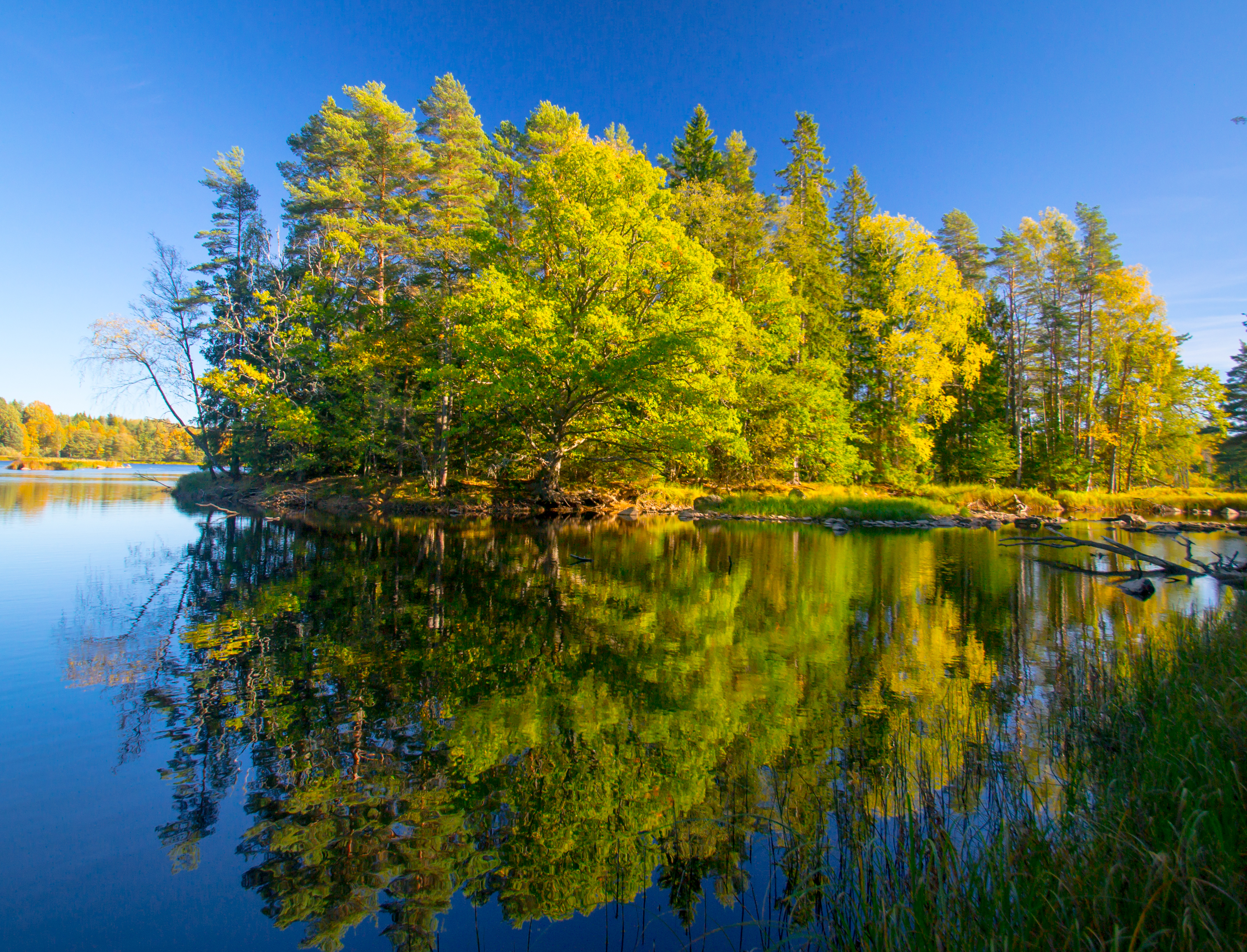
Färnebofjärden 1 oktober 2016.

Färnebofjärden är en sjö i Heby kommun i nordvästra Uppland och Sandvikens kommun i södra Gästrikland som genomlöps av Dalälven. Den har ett största djup på 22,5 meter, har en yta på 44,4 kvadratkilometer och är belägen 55,9 meter över havet. Färnebofjärden ligger i Färnebofjärden Natura 2000-område. Vid provfiske har en stor mängd fiskarter fångats, bland annat abborre, björkna, braxen och gers.
I närheten av Färnebofjärden, närmare bestämt på Tjuvholmen möts de fyra länen Dalarna, Gävleborg, Uppsala och Västmanland som i ett gränskors. Ingen annanstans i Sverige möts fyra län på detta sätt.

## Delavrinningsområde
Färnebofjärden ingår i det delavrinningsområde (667755-155533) som SMHI kallar för Utloppet av Färnebofjärden. Medelhöjden är 58 meter över havet och ytan är 93,24 kvadratkilometer. Räknas de 2730 avrinningsområdena uppströms in blir den ackumulerade arean 27 959,21 kvadratkilometer. Avrinningsområdets utflöde Dalälven (Österdalälven) mynnar i havet. Avrinningsområdet består mestadels av skog (37 procent) och sankmarker (12 procent). Avrinningsområdet har 44,2 kvadratkilometer vattenytor vilket ger det en sjöprocent på 47,4 procent.

## Fisk
Vid provfiske har följande fisk fångats i sjön:
| - Abborre - Björkna - Braxen - Gärs - Gädda - Gös - Id - Karpfisk obestämd - Löja - Mört - Nors | - Sarv - Sik - Siklöja - Stäm - Sutare |